# استان ماریسکال لوزوریاگا
استان ماریسکال لوزوریاگا (به اسپانیایی: Provincia de Mariscal Luzuriaga) یک استان در پرو است که در منطقه انکاش واقع شده‌است. استان ماریسکال لوزوریاگا ۷۳۱ کیلومتر مربع مساحت و ۲۰٬۲۸۴ نفر جمعیت دارد.